# زعيتر (كسروان)
زعيتر  هي قرية لبنانية من قرى قضاء كسروان في محافظة جبل لبنان.